# NGC 2683
NGC 2683 je galaksija u zviježđu Risu.

## Vanjske poveznice
- SEDS: NGC 2683